# علی‌محمد رنجبر
علی‌محمد رنجبر، استاد ایرانی مهندسی برق بود. او اولین رئیس دانشگاه صنعتی شریف پس از انقلاب اسلامی ایران بود. او در شهر بروجرد به دنیا آمد و فوق لیسانس و دکترای خود را در سال‌های ۱۳۴۷ و ۱۳۵۴ از دانشگاه‌های تهران و امپریال کالج لندن گرفت. وی در طول دوران کاری خود، در دانشکده مهندسی برق دانشگاه صنعتی شریف و دانشگاه علوم و تحقیقات تهران با رتبه استاد تمام مشغول بوده‌است. رنجبر همچنین از سال ۱۳۷۶ تا ۱۳۸۵ رئیس پژوهشگاه نیرو نیز بود. علایق پژوهشی او حوزه سیستم‌های قدرت و حفاظت سیستم‌های قدرت، ماشین‌های الکتریکی و شبکه‌های هوشمند بود. وی در سال ۱۳۸۳ به عنوان چهره ماندگار برگزیده شد و در سال ۱۳۹۳ از برگزیدگان چهارمین دوره جایزه علمی علامه طباطبایی بنیاد ملی نخبگان بود. وی که داماد آیت‌الله روح‌الله کمالوندخرم‌آبادی بود به تاریخ ۱۲ تیر سال ۱۴۰۰ درگذشت.

## عناوین اجرایی
- عضو هیئت علمی دانشکده مهندسی برق  دانشگاه صنعتی شریف ، از سال ۱۳۴۶ تا کنون.
- عضو هیئت علمی دانشکده مهندسی برق دانشگاه علوم و تحقیقات تهران
- مربی آموزشی از ۱۳۴۶ تا ۱۳۵۰.
- فرصت مطالعاتی از ۱۳۵۰ تا ۱۳۵۴.
- استادیار از ۱۳۵۴ تا ۱۳۵۹.
- دانشیار از ۱۳۵۹ تا ۱۳۶۳.
- استاد از ۱۳۶۳ تا کنون.
- ریاست دانشگاه صنعتی شریف از ۱۳۵۸ تا ۱۳۵۹.
- معاون وزیر نیرو (در امور برق و انرژی) از ۱۳۵۹ تا ۱۳۷۶.
- ریاست هیئت مدیره مرکز تحقیقات نیرو از ۱۳۶۱.
- ریاست پژوهشگاه نیرو از ۱۳۷۶ تا ۱۳۸۷.
- ریاست مجتمع تحقیقات و توسعة صنعتی شریف.
- عضو کمیسیون انرژی شورای پژوهشهای علمی کشور.
- عضو هیئت مدیره مشانیر از ۱۳۷۲.
- عضو هیئت مدیره شرکت آب و نیرو از ابتدای تأسیس تا ۱۳۸۲.

## عناوین علمی
- چهره ماندگار سال ۱۳۸۳
- عضو هیئت علمی نمونه آموزش عالی کشور در سال تحصیلی ۷۴–۱۳۷۳.
- استاد برجسته دانشگاه صنعتی شریف و دانشگاه علوم و تحقیقات تهران  در سال تحصیلی ۷۶–۱۳۷۵.
- استاد ممتاز دانشکده مهندسی برق و دانشگاه علوم و تحقیقات تهران  دانشگاه صنعتی شریف ۱۳۷۷.
- عضو انجمن علمی CIGRE.